# Epichloe clarkii
Espèce
Epichloe clarkii (ou Epichloë clarkii) est une espèce de champignons (Fungi) ascomycètes de la famille des Clavicipitaceae.
C'est un parasite de plantes herbacées vivaces de la famille des Poacées, probablement uniquement de la Houlque laineuse (Holcus lanatus).